# Kleinkastell Gasr Bularkan

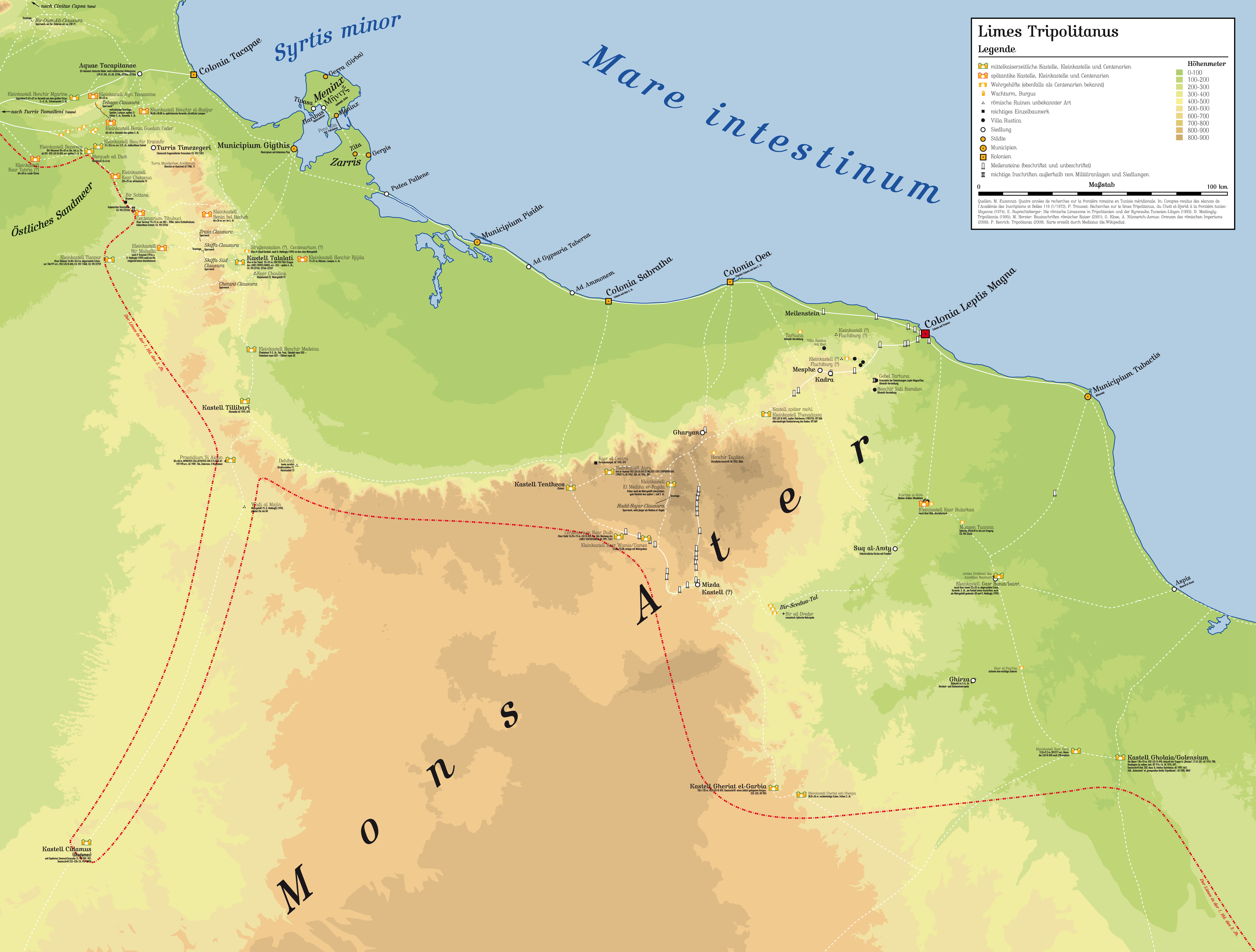
Das Kleinkastell Gasr Bularkan im rückwärtigen Raum des Limes Tripolitanus

Plan des Kleinkastells nach der bauhistorischen Aufnahme durch Richard Goodchild

Das Kleinkastell Gasr Bularkan, das zunächst als small Roman fort at Mselletin (römisches Kleinkastell bei Mselletin) durch seinen Entdecker, den Archäologen Richard Goodchild (1918–1968), bekannt wurde, ist ein ehemaliges spätrömisches Militärlager, dessen Besatzung für Sicherungs- und Überwachungsaufgaben im Hinterland des Limes Tripolitanus zuständig war. Die Grenzanlagen bildete hier ein tiefgestaffeltes System von Kastellen und Militärposten. Die Reste des guterhaltenen Garnisonsorts befinden sich nahe der am Wadi Merdum vorbeiführenden Straße, rund 40 Kilometer nordöstlich der Stadt Beni Ulid, die in Libyen, im Munizip Misrata, liegt.

## Lage
Der Gasr Bularkan wurde auf einer kleinen felsigen Anhöhe über dem rechten Ufer des Wadi Merdum errichtet. Dieses Wadi grenzt südöstlich der Fortifikation an den Mittellauf des größten Trockentals in Tripolitanien, des Wadis Sofeggin, das südlich von Misrata ins Mittelmeer mündet. Vom Kleinkastell aus konnte wohl ein wichtiger Straßenknotenpunkt überwacht werden. In südwestliche Richtung verlief ein Verbindungsweg über das bewirtschaftete Bir-Scedua-Becken an der Südseite des Wadis Sofeggin hinauf auf die Steilstufe südlich des Dschabal Nafusa. Dort lag das Kastell Mizda am Limes Tentheitanus. Nach Norden führte eine weitere Straße zur Küstenstadt Lepcis Magna, und entlang der in südöstliche Richtung verlaufenden Trasse konnten weitere Siedlungs- und Garnisonsorte erreicht werden. Die Region, in der das Kleinkastell errichtet wurde, war während der spätrömischen Zeit in großem Stil landwirtschaftlich kultiviert worden. Gegen Mitte des 20. Jahrhunderts lag das Land jedoch brach.

## Forschungsgeschichte
Frühe europäische Forscher haben die Anlage nicht erkannt. In enger Zusammenarbeit mit der britischen Militärverwaltung von Tripolitanien ging Goodchild nach dem Zweiten Weltkrieg daran, zu Zielübungszwecken der Royal Air Force aufgenommene Luftbilder für archäologische Kartierungen und Neuerkundungen zu nutzen. Zusätzlich wurde diese Arbeit durch Heeresabteilungen der britischen Armee unterstützt. Im Sommer 1949 gelang es dabei, unweit der bereits bekannten römischen Grabbauten von Mselletin, das Kleinkastell zu entdecken. Noch im selben Jahr wurde das Fundareal erstmals von Goodchild besucht. Der Archäologe fertigte mit Hilfe der militärischen Daten zwar eine Karte mit den Fundplätzen am Oberen und Mittleren Wadi Merdum an, doch unterließ er es, eine genaue Überprüfung der Fortifikation vorzunehmen oder datierbare Keramikfragmente zu sammeln. Bei einem von 1971 bis 1973 laufenden Forschungsprojekt der Society For Libyan Studies erkundete die Archäologin Olwen Brogan (1900–1989) im Jahr 1973 ausgewählte Fundplätze, darunter auch den Gasr Bularkan, und unternahm dort erstmals eine Feldbegehung. Im Rahmen der zwischen 1979 und 1989 durchgeführten UNESCO Libyan Valleys Archaeological Survey fand ebenfalls eine Untersuchung an der Befestigung statt.

## Baugeschichte

### Datierung und Baubewertung
Bedeutende Archäologen, die sich intensiv mit der Erforschung des tripolitanischen Limes beschäftigt haben, definierten die Anlage als Kleinkastell beziehungsweise Kontrollpunkt und ordneten sie anhand etlicher Baudetails wie der Türme der Regierungszeit des Kaisers Diokletian (284–305) oder etwas später,  der konstantinischen Epoche (306–337) zu. Das Konzept des Kleinkastells zeigte trotz fehlender eindeutig datierbarer Funde deutliche Parallelen zu anderen aus Nordafrika bekannten spätrömischen Militärplätzen, an denen Quadriburgi (Vier[türme]burgen) errichtet wurden. Im Vergleich zu diesen Anlagen fällt der Gasr Bularkan jedoch aufgrund seiner sehr geringen Ausmaße auf. Es gibt Überlegungen, die Fundstelle als Wehrgehöft zu interpretieren, doch erscheint es als unwahrscheinlich, dass für ein solches Gebäude ein so großer und kostenintensiver Bauaufwand betrieben worden sein soll. Mehrfach wurde in der Vergangenheit betont, dass die kleine Truppe des Gasrs wohl hauptsächlich polizeidienstliche Aufgaben wahrgenommen haben könnte.
Insbesondere die UNESCO Libyan Valleys Archaeological Survey hegte Zweifel an der militärischen Nutzung des Bauwerks, wobei einer ihrer wichtigsten Vertreter, der Archäologe David Mattingly, stets den Standpunkt vertrat, den Gasr Bularkan als Quadriburgus und somit als Garnisonsort anzusehen. Die Feldbegehung von 1973 durch Brogan hatte nur spärliches Scherbenmaterial, das wahrscheinlich römischen Ursprungs war, ans Licht gebracht. Der Archäologe Pol Trousset machte in Zusammenhang mit der Datierung und den ungewohnt kleinen Dimensionen des Gasr Bularkan darauf aufmerksam, dass die Militäranlage von Henchir Rjijila in Südtunesien ein ähnlich kleiner Bau mit herauskragenden Wachtürmen ist. Die Wehrmauern von Henchir Rjijila umfassen abzüglich der Türme sogar nur ein Areal von 21 × 18 Metern. Damit ist diese Fortifikation auch noch kleiner als der Gasr Bularkan. Zwar gibt es von beiden Orten keine Inschriften, doch konnten im Gegensatz zum Gasr Bularkan die Sigillaten, Fragmente von Öllampen sowie einige Münzfunde aus Henchir Rjijila dem vierten Jahrhundert n. Chr. zugeordnet werden.
Für die Entstehungsgeschichte des Kleinkastells könnten die Arbeitsergebnisse des Archäologen Michael Mackensen von Bedeutung sein. Zwischen 2009 und 2010 fanden unter seiner Leitung eingehende Forschungen am weit nach Süden vorgeschobenen Grenzkastell Gheriat el-Garbia statt. Diese um 198/201 n. Chr. errichtete Anlage wurde um 275/280 n. Chr. wieder verlassen. Bereits kurz danach könnte der Gasr Bularkan entstanden sein. Er würde so in das System einer zurückgelegten spätantiken Grenzüberwachung passen. Während des Zeitraums zwischen 360 und 380 n. Chr. fanden Instandsetzungs- und Baumaßnahmen in Gheriat el-Garbia statt. Damals wurde der vordere Limes Tripolitanus in dieser Region wiederbesetzt.

### Umwehrung und Innenbebauung
Die Fortifikation präsentiert sich als relativ gut erhaltener Steinbau, dessen Überreste noch maximal drei Meter hoch erhalten sind. Seine Umfassungsmauer wurde aus größeren Steinblöcken in sauberer Handwerkstechnik als regelmäßiges Schichtenmauerwerk zusammengefügt. Die Wandstärke schwankt zwischen ein und fünf Metern. Aus dem Verband dieser Umwehrung springen bastionsartige Türme weit hervor. Sie besitzen eine Mauerstärke von rund einem Meter. Ohne diese Türme umfasst der quadratische Baukörper 22 × 22 Meter (= 0,05 Hektar). Nimmt man die Türme hinzu, erreicht das Bauwerk einen Umfang von 27 × 27 Meter. Neben vier Ecktürmen besitzt das Kleinkastell auch an drei Seiten Zwischentürme und anstelle eines vierten Zwischenturms einen einzigen Zugang in der Mitte der Südostmauer. Das Innere der Anlage wird durch Mauerschutt überdeckt, der aus spät- und nachrömischer Zeit stammt.

### Spätere Nachnutzung
Entweder noch in römischer Zeit oder mit der arabischen Eroberung Nordafrikas wurde der Gasr aufgegeben jedoch nicht endgültig verlassen. Davon zeugen umfangreiche nachträgliche Anbauten, die sich vor allem an der Außenseite der Umfassungsmauer zeigen. Die Anbauten stammen größtenteils wohl von lokalen Nomaden, die sie als Hütten nutzten.

## Fundverbleib
Römische Funde der Umgebung befinden sich im Lokalmuseum von Beni Ulid und im Archäologischen Museum von Tripolis.